# Miliardi (film)
Miliardi è un film del 1991 diretto da Carlo Vanzina.

## Trama
Vengono narrate le vicende della famiglia Ferretti, sconvolte dopo la caduta dell'elicottero che trasporta il ricco patriarca Leo Ferretti. Il consiglio di amministrazione del gruppo Ferretti trova un amministratore provvisorio in attesa che Leo si riprenda dal coma in cui è caduto dopo l'incidente, ma suo nipote Maurizio, escluso dalle nuove nomine anche a causa di suo padre che non lo stima, inizierà una guerra interna al gruppo di famiglia per la conquista del comando e della proprietà. Le azioni di Maurizio saranno scorrette, spregiudicate e senza scrupoli, arrivando perfino a minacciare il proprio padre, dimostrando a tutti quanto sia crudele e dissennato.
I progetti di Maurizio non andranno a buon fine perché ostacolato dai nemici, che vogliono il controllo del gruppo Ferretti, e abbandonato dai familiari, che non lo riconoscono come il giusto erede dello zio.
Quando tutto sembra perduto e il gruppo sta per essere scalato in borsa, lo zio Leo si risveglia dal coma e con l'aiuto della ex moglie e del suocero riesce ad intervenire con massicci acquisti del titolo Ferretti salvando il gruppo. Nel finale si intuiscono la presunta resa di Maurizio e il perdono dello zio Leo.

## Produzione

### La versione televisiva
Del film esiste una versione televisiva più lunga, di circa 3 ore, trasmessa solitamente in due puntate.